# Nhâm Thân
Nhâm Thân (chữ Hán: 壬申) là kết hợp thứ chín trong hệ thống đánh số Can Chi của người Á Đông. Nó được kết hợp từ thiên can Nhâm (Thủy dương) và địa chi Thân (khỉ). Trong chu kỳ của lịch Trung Quốc, nó xuất hiện trước Quý Dậu và sau Tân Mùi.

## Các năm Nhâm Thân
Giữa năm 1700 và 2200, những năm sau đây là năm Nhâm Thân (lưu ý ngày được đưa ra được tính theo lịch Việt Nam, chưa được sử dụng trước năm 1967):
- 1752
- 1812
- 1872
- 1932 (6 tháng 2, 1932 – 25 tháng 1, 1933)
- 1992 (4 tháng 2, 1992 – 22 tháng 1, 1993)
- 2052 (1 tháng 2, 2052 – 17 tháng 2, 2053)
- 2112
- 2172
- 2232